# Tour de Langkawi 2011
Il Tour de Langkawi 2011, sedicesima edizione della corsa, si svolse dal 23 gennaio al 1º febbraio su un percorso di 1315 km ripartiti in 10 tappe. Fu vinto dal venezuelano Jonathan Monsalve della Androni Giocattoli davanti al colombiano Libardo Niño e all'italiano Emanuele Sella.

## Tappe
| Tappa  | Data        | Percorso                       | km    | Vincitore di tappa | Leader cl. generale |
| ------ | ----------- | ------------------------------ | ----- | ------------------ | ------------------- |
| 1ª     | 23 gennaio  | Dataran Lang > Kuah            | 94,3  | Andrea Guardini    | Andrea Guardini     |
| 2ª     | 24 gennaio  | Kangar > Butterworth           | 145   | Andrea Guardini    | Andrea Guardini     |
| 3ª     | 25 gennaio  | Taiping > Sitiawan             | 144,9 | Marcel Kittel      | Andrea Guardini     |
| 4ª     | 26 gennaio  | Ayer Tawar > Cameron Highlands | 137,6 | Takeaki Ayabe      | Takeaki Ayabe       |
| 5ª     | 27 gennaio  | Tapah > Genting Highlands      | 124,3 | Jonathan Monsalve  | Libardo Niño        |
| 6ª     | 28 gennaio  | Rawang > Putrajaya             | 107   | Andrea Guardini    | Libardo Niño        |
| 7ª     | 29 gennaio  | Banting > Tampin               | 149,5 | Andrea Guardini    | Libardo Niño        |
| 8ª     | 30 gennaio  | Kuala Pilah > Jasin            | 156,5 | Robert Förster     | Jonathan Monsalve   |
| 9ª     | 31 gennaio  | Melaka > Nilai                 | 151,7 | Boris Špilevskij   | Jonathan Monsalve   |
| 10ª    | 1º febbraio | Shah Alam > Kuala Lumpur       | 104,6 | Andrea Guardini    | Jonathan Monsalve   |
| Totale | Totale      | Totale                         | 1315  |                    |                     |

## Dettagli delle tappe

### 1ª tappa
- 23 gennaio: Dataran Lang > Kuah – 94,3 km

| Pos. | Corridore       | Squadra      | Tempo    |
| ---- | --------------- | ------------ | -------- |
| 1    | Andrea Guardini | Farnese Vini | 2h03'28" |
| 2    | Sung Baek Park  | KSPO         | s.t.     |
| 3    | Hariff Salleh   | Terengganu   | s.t.     |

| Pos. | Corridore       | Squadra      | Tempo    |
| ---- | --------------- | ------------ | -------- |
| 1    | Andrea Guardini | Farnese Vini | 2h03'18" |
| 2    | Sung Baek Park  | KSPO         | a 4"     |
| 3    | Anuar Manan     | Terengganu   | s.t.     |

### 2ª tappa
- 24 gennaio: Kangar > Butterworth – 145 km

| Pos. | Corridore        | Squadra      | Tempo    |
| ---- | ---------------- | ------------ | -------- |
| 1    | Andrea Guardini  | Farnese Vini | 3h26'26" |
| 2    | Boris Špilevskij | Tabriz Team  | s.t.     |
| 3    | Anuar Manan      | Terengganu   | s.t.     |

| Pos. | Corridore       | Squadra         | Tempo    |
| ---- | --------------- | --------------- | -------- |
| 1    | Andrea Guardini | Farnese Vini    | 5h29'33" |
| 2    | Anuar Manan     | Terengganu      | a 9"     |
| 3    | Deon Locke      | Champion System | a 13"    |

### 3ª tappa
- 25 gennaio: Taiping > Sitiawan – 144,9 km

| Pos. | Corridore       | Squadra      | Tempo    |
| ---- | --------------- | ------------ | -------- |
| 1    | Marcel Kittel   | Skil-Shimano | 3h14'18" |
| 2    | Anuar Manan     | Terengganu   | s.t.     |
| 3    | Andrea Guardini | Farnese Vini | s.t.     |

| Pos. | Corridore       | Squadra      | Tempo    |
| ---- | --------------- | ------------ | -------- |
| 1    | Andrea Guardini | Farnese Vini | 8h43'44" |
| 2    | Anuar Manan     | Terengganu   | a 7"     |
| 3    | Marcel Kittel   | Skil-Shimano | a 18"    |

### 4ª tappa
- 26 gennaio: Ayer Tawar > Cameron Highlands – 137,6 km

| Pos. | Corridore     | Squadra         | Tempo    |
| ---- | ------------- | --------------- | -------- |
| 1    | Takeaki Ayabe | Aisan           | 3h42'15" |
| 2    | Libardo Niño  | Letua           | s.t.     |
| 3    | Amir Zargari  | Azad University | s.t.     |

| Pos. | Corridore     | Squadra         | Tempo     |
| ---- | ------------- | --------------- | --------- |
| 1    | Takeaki Ayabe | Aisan           | 12h26'17" |
| 2    | Libardo Niño  | Letua           | a 4"      |
| 3    | Amir Zargari  | Azad University | a 6"      |

### 5ª tappa
- 27 gennaio: Tapah > Genting Highlands – 124,3 km

| Pos. | Corridore         | Squadra         | Tempo    |
| ---- | ----------------- | --------------- | -------- |
| 1    | Jonathan Monsalve | Androni Gioc.   | 3h33'31" |
| 2    | Libardo Niño      | Letua           | s.t.     |
| 3    | Samad Poor Seiedi | Azad University | a 1"     |

| Pos. | Corridore         | Squadra       | Tempo     |
| ---- | ----------------- | ------------- | --------- |
| 1    | Libardo Niño      | Letua         | 15h59'46" |
| 2    | Jonathan Monsalve | Androni Gioc. | a 2"      |
| 3    | Emanuele Sella    | Androni Gioc. | a 19"     |

### 6ª tappa
- 28 gennaio: Rawang > Putrajaya – 107 km

| Pos. | Corridore        | Squadra      | Tempo    |
| ---- | ---------------- | ------------ | -------- |
| 1    | Andrea Guardini  | Farnese Vini | 2h14'59" |
| 2    | Anuar Manan      | Terengganu   | s.t.     |
| 3    | Takashi Miyazawa | Farnese Vini | s.t.     |

| Pos. | Corridore         | Squadra       | Tempo     |
| ---- | ----------------- | ------------- | --------- |
| 1    | Libardo Niño      | Letua         | 18h14'45" |
| 2    | Jonathan Monsalve | Androni Gioc. | a 2"      |
| 3    | Emanuele Sella    | Androni Gioc. | a 19"     |

### 7ª tappa
- 29 gennaio: Banting > Tampin – 149,5 km

| Pos. | Corridore         | Squadra          | Tempo    |
| ---- | ----------------- | ---------------- | -------- |
| 1    | Andrea Guardini   | Farnese Vini     | 3h24'57" |
| 2    | Robert Förster    | UnitedHealthcare | s.t.     |
| 3    | Rizzardo Brenioli | Giant Kenda      | s.t.     |

| Pos. | Corridore         | Squadra       | Tempo     |
| ---- | ----------------- | ------------- | --------- |
| 1    | Libardo Niño      | Letua         | 21h39'42" |
| 2    | Jonathan Monsalve | Androni Gioc. | a 2"      |
| 3    | Emanuele Sella    | Androni Gioc. | a 19"     |

### 8ª tappa
- 30 gennaio: Kuala Pilah > Jasin – 156,5 km

| Pos. | Corridore         | Squadra          | Tempo    |
| ---- | ----------------- | ---------------- | -------- |
| 1    | Robert Förster    | UnitedHealthcare | 3h23'32" |
| 2    | André Schulze     | CCC Polsat       | s.t.     |
| 3    | Rizzardo Brenioli | Giant Kenda      | s.t.     |

| Pos. | Corridore         | Squadra       | Tempo     |
| ---- | ----------------- | ------------- | --------- |
| 1    | Jonathan Monsalve | Androni Gioc. | 25h03'12" |
| 2    | Libardo Niño      | Letua         | a 2"      |
| 3    | Emanuele Sella    | Androni Gioc. | a 21"     |

### 9ª tappa
- 31 gennaio: Melaka > Nilai – 151,7 km

| Pos. | Corridore        | Squadra          | Tempo    |
| ---- | ---------------- | ---------------- | -------- |
| 1    | Boris Špilevskij | Tabriz Team      | 2h40'52" |
| 2    | Perrig Quéméneur | Europcar         | a 2"     |
| 3    | Robert Förster   | UnitedHealthcare | a 5"     |

| Pos. | Corridore         | Squadra       | Tempo     |
| ---- | ----------------- | ------------- | --------- |
| 1    | Jonathan Monsalve | Androni Gioc. | 27h44'27" |
| 2    | Libardo Niño      | Letua         | a 5"      |
| 3    | Emanuele Sella    | Androni Gioc. | a 24"     |

### 10ª tappa
- 1º febbraio: Shah Alam > Kuala Lumpur – 104,6 km

| Pos. | Corridore       | Squadra          | Tempo    |
| ---- | --------------- | ---------------- | -------- |
| 1    | Andrea Guardini | Farnese Vini     | 2h24'30" |
| 2    | Robert Förster  | UnitedHealthcare | s.t.     |
| 3    | Anuar Manan     | Terengganu       | s.t.     |

| Pos. | Corridore         | Squadra       | Tempo     |
| ---- | ----------------- | ------------- | --------- |
| 1    | Jonathan Monsalve | Androni Gioc. | 30h08'57" |
| 2    | Libardo Niño      | Letua         | a 5"      |
| 3    | Emanuele Sella    | Androni Gioc. | a 24"     |

## Classifiche finali

### Classifica generale
| Pos. | Corridore          | Squadra         | Tempo     |
| ---- | ------------------ | --------------- | --------- |
| 1    | Jonathan Monsalve  | Androni Gioc.   | 30h08'57" |
| 2    | Libardo Niño       | Letua           | a 5"      |
| 3    | Emanuele Sella     | Androni Gioc.   | a 24"     |
| 4    | Dennis Van Niekerk | MTN Qhubeka     | a 25"     |
| 5    | Rahim Emami        | Azad University | s.t.      |
| 6    | Lachlan Morton     | Chipotle        | a 32"     |
| 7    | Domenico Pozzovivo | Colnago-CSF     | a 49"     |
| 8    | Hossein Askari     | Tabriz Team     | a 56"     |
| 9    | Hyo Suk Gong       | Geumsan         | a 57"     |
| 10   | Ghader Mizbani     | Tabriz Team     | a 1'15"   |